# Пайнкрест (Флорида)
Пайнкрест (англ. Pinecrest) — селище (англ. village) в США, в окрузі Маямі-Дейд штату Флорида. Населення — 18 388 осіб (2020).

## Географія
Пайнкрест розташований за координатами 25°39′55″ пн. ш. 80°18′17″ зх. д. / 25.66528° пн. ш. 80.30472° зх. д. (25.665174, -80.304857).  За даними Бюро перепису населення США в 2010 році селище мало площу 19,49 км², з яких 19,27 км² — суходіл та 0,21 км² — водойми.

## Демографія
Згідно з переписом 2010 року, у селищі мешкали 18 223 особи в 6198 домогосподарствах у складі 4910 родин. Густота населення становила 935 осіб/км².  Було 6619 помешкань (340/км²).
Расовий склад населення:
| - 90,1 % — білих - 5,3 % — азіатів - 2,0 % — чорних або афроамериканців - 0,1 % — корінних американців |

До двох чи більше рас належало 1,6 %. Частка іспаномовних становила 41,3 % від усіх жителів.
За віковим діапазоном населення розподілялося таким чином: 27,3 % — особи молодші 18 років, 60,7 % — особи у віці 18—64 років, 12,0 % — особи у віці 65 років та старші. Медіана віку мешканця становила 42,1 року. На 100 осіб жіночої статі у селищі припадало 95,1 чоловіків;  на 100 жінок у віці від 18 років та старших — 91,1 чоловіків також старших 18 років.
Середній дохід на одне домашнє господарство  становив 201 275 доларів США (медіана — 128 966), а середній дохід на одну сім'ю — 229 870 доларів (медіана — 155 603). Медіана доходів становила 106 981 долар для чоловіків та 52 917 доларів для жінок. За межею бідності перебувало 6,5 % осіб, у тому числі 8,3 % дітей у віці до 18 років та 1,6 % осіб у віці 65 років та старших.
Цивільне працевлаштоване населення становило 9010 осіб. Основні галузі зайнятості: освіта, охорона здоров'я та соціальна допомога — 23,1 %, науковці, спеціалісти, менеджери — 19,2 %, фінанси, страхування та нерухомість — 13,4 %, мистецтво, розваги та відпочинок — 9,7 %.